# Wolfgang Heitmeier
Wolfgang Heitmeier (* 1950 in München) ist ein ehemaliger deutscher Politiker der Freien Wähler. Er war von 1988 bis April 2006 Oberbürgermeister von Bad Reichenhall. Der Einsturz der städtischen Eislauf- und Schwimmhalle Bad Reichenhall im Januar 2006 machte ihn überregional bekannt.

## Leben
Wolfgang Heitmeier studierte Jura; anschließend war er am Landratsamt Berchtesgadener Land und bei der Regierung von Oberbayern als Verwaltungsjurist tätig. 1988 wurde mit ihm zum ersten Mal ein Mitglied der Freien Wähler zum Oberbürgermeister der Stadt Bad Reichenhall gewählt. Seine Amtszeit fiel in eine schwierige wirtschaftliche Umbruchphase, die der eher traditionell orientierten Kurstadt drastische Umsatzeinbußen bescherte; so gingen etwa die Übernachtungszahlen in diesen Jahren um rund eine Million zurück, was einer Halbierung gleichkam. Heitmeiers Maßnahmen zielten darauf ab, diesen Entwicklungen zu begegnen; beispielsweise wurde während seiner Amtszeit die Erneuerung der städtischen Fußgängerzone durchgeführt und die Errichtung eines international beachteten Forschungszentrums für Höhendruckkammern im historischen Kurmittelhaus in Angriff genommen. Darüber hinaus wurde 2005 die Rupertus-Therme (Baukosten: 32 Mio. Euro) errichtet, um die Stadt an den veränderten Gesundheitsmarkt anzupassen. Gleichzeitig musste allerdings die Instandhaltung und Renovierung bereits bestehender Einrichtungen und Gebäude häufig hinter der Schaffung neuer Prestigebauten zurückstehen; eine Tendenz, die sich später im Fall der Eislaufhalle als verhängnisvoll erweisen sollte.
Nach der Katastrophe des Halleneinsturzes am 2. Januar 2006 hielt Heitmeier, trotz des ständig wachsenden öffentlichen Drucks und vielfältiger Kritik an seiner Amtsführung, an einer erneuten Kandidatur für das Oberbürgermeisteramt fest. Am 12. März 2006 verpasste er jedoch die erforderliche absolute Mehrheit; er lag deutlich hinter seinem Herausforderer Herbert Lackner (CSU) zurück, gegen den er auch die Stichwahl am 26. März verlor. Heitmeier blieb jedoch weiterhin Kreisrat des Landkreises Berchtesgadener Land und in dieser Funktion Fraktionsvorsitzender der FWG-Fraktion im Kreistag. Am 2. März 2008 wurde er als Kreisratskandidat der FWG wiedergewählt.

### Einsturz der Eislaufhalle Bad Reichenhall
Wolfgang Heitmeier wurde nach dem Einsturz der Eislaufhalle Bad Reichenhall aus Kreisen der Bevölkerung und den überregionalen Medien scharf angegriffen, gehörte aber nicht zu den städtischen Bediensteten, gegen die die Staatsanwaltschaft Traunstein ermittelte. Erst am 2. März 2007 berichteten Zeitungen von der Anzeige eines „Opferjuristen“ bei der Traunsteiner Staatsanwaltschaft wegen fahrlässiger Tötung und Körperverletzung gegen Heitmeier, obwohl schon seit Januar 2006 mehrere Strafanzeigen gegen Wolfgang Heitmeier vorlagen. Ein Ermittlungsverfahren wurde jedoch niemals eingeleitet.
Am 25. Februar 2008 fiel die, mit viel Spannung erwartete, Aussage des ehemaligen Bad Reichenhaller Oberbürgermeisters vor dem Landgericht Traunstein beim seit 28. Januar 2008 laufenden Strafprozess zum Eishallen-Einsturz aus. Verfahrensfehler der Staatsanwaltschaft hatten für einen Prozessabbruch gesorgt. Am 10. April des Jahres wurde die Vernehmung nachgeholt. Obwohl in der Zwischenzeit erhebliche Zweifel an der Bad Reichenhaller Stadtverwaltung in Zusammenhang mit der Wartung der Eishalle laut geworden waren, stritt Heitmeier in seiner Aussage jegliche Mitverantwortung an der Katastrophe ab.